# Secretaría de Estado de Seguridad
La Secretaría de Estado de Seguridad (SES) de España es el órgano superior del Ministerio del Interior que tiene como funciones la promoción de las condiciones para el ejercicio de los derechos fundamentales, especialmente en relación con la libertad y seguridad personales, la inviolabilidad del domicilio y de las comunicaciones y la libertad de residencia y circulación; el ejercicio del mando de las Fuerzas y Cuerpos de Seguridad del Estado, y la coordinación y supervisión de los servicios y misiones que les corresponden; las competencias relativa a la seguridad privada; la dirección y coordinación de la cooperación policial internacional, especialmente con EUROPOL, INTERPOL, SIRENE, los Sistemas de Información de Schengen y los Centros de Cooperación Policial y Aduanera.
También asume la representación del Departamento cuando así se lo encomiende el ministro; la dirección, impulso y coordinación de las actuaciones del Departamento en materia de crimen organizado, terrorismo, trata de seres humanos, tráfico de drogas, blanqueo de capitales relacionado con dicho tráfico y delitos conexos; la planificación y coordinación de las políticas de infraestructuras y material en el ámbito de la seguridad, así como la aprobación de sus planes y programas; y la dirección y coordinación de las relaciones del Departamento con el Comité Europeo para la prevención de la tortura y de las penas y tratos inhumanos o degradantes.

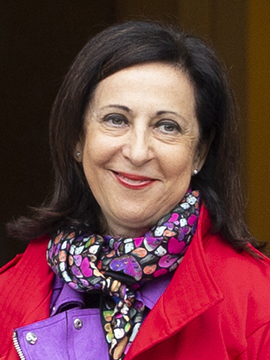
Margarita Robles, secretaria de Estado de Interior entre 1994 y 1996, y primera mujer en llegar a un órgano superior en el Ministerio del Interior.

Finalmente, posee competencias sobre la Administración Penitenciaria, la protección y garantía del ejercicio de los derechos fundamentales de reunión y de manifestación, coordina ejercicio de las competencias de las Delegaciones y Subdelegaciones del Gobierno en materia de seguridad ciudadana; dirige y coordina las actuaciones relacionadas con los precursores de drogas, los precursores de explosivos y el tratamiento de los datos del Sistema de Registro de Pasajeros (PNR), así como de las políticas de ciberseguridad, dirige el Sistema Nacional de Protección de Infraestructuras Críticas y garantiza la autonomía y la coordinación respecto a las operaciones con efectos transaccionales que puedan dirigir cualquiera de las FFCCSE.

## Historia
La Secretaría de Estado de Seguridad (SES) se funda con la Ley 55/1978, de la Policía, si bien se crea efectivamente con su regulación concreta por el Real Decreto 1110/1979, de 10 de mayo, por el que se estructuran los órganos directivos de la Policía. Esta ley sustituía la Subsecretaría de Orden Público (creada en 1976) por la Dirección de la Seguridad del Estado (DISE, con rango de subsecretaría), un órgano intermedio de coordinación entre el ministro del Interior y los directores generales de los distintos cuerpos que integraban la policía (por aquel entonces el Cuerpo de Policía Nacional y el Cuerpo Superior de Policía). Así, bajo su dependencia estaba la Dirección General de la Policía (DGP), que desde ese momento sustituía a la Dirección General de Seguridad (DGS).
Años más tarde, en 1986, la Dirección de la Seguridad del Estado fue elevada de categoría al rango de Secretaría de Estado y en 1994 se renombró como Secretaría de Estado de Interior (SEI), integrada en el entonces Ministerio de Justicia e Interior. La SEI se estructuraba mediante seis órganos directivos, a saber: la Secretaría General-Dirección General de la Policía, la Secretaría General-Dirección General de la Guardia Civil, la Dirección General de Política Interior (gestionaba las relaciones con los Gobernadores Civiles y el ejercicio de los derechos fundamentales de reunión y manifestación), la Dirección General de Protección Civil, la Dirección General de Tráfico, y la Dirección General de Procesos Electorales, Extranjería y Asilo. Los Gabinetes de Coordinación y de Estudios y Prospectiva se refunden en un único Gabinete de Coordinación.
A penas dos años más tarde, los Ministerios de Justicia y de Interior se separaron y la Secretaría de Estado se renombró como Secretaría de Estado de Seguridad, una denominación ligada a la antigua Dirección de la Seguridad del Estado que se llegó a llamar Secretaría de Estado para la Seguridad-Dirección de la Seguridad del Estado.
Con la nueva reforma de 1996, la Secretaría de Estado mantiene los órganos directivos relativos a las Fuerzas y Cuerpos de Seguridad del Estado, pero pierde el resto en favor de la Subsecretaría del Interior. Sin embargo, como novedad, se crea la Dirección General de Administración de la Seguridad. Este órgano directivo se crea con el objetivo de conseguir la máxima eficacia y reducir el gasto público y para ello se le otorgan funciones relativas a la planificación y gestión del personal, los medios económicos y los medios materiales de las FFCCSE.
En el año 2000 se vuelve a reformar ligeramente el órgano, La Dirección General de Administración de la Seguridad es sustituida por la Dirección General de Infraestructuras y Material de la Seguridad, que asume las funciones de la primera salvo las relativas al personal que es gestionado directamente por las direcciones generales de cada cuerpo policial.
Pero, sin duda, la reforma más relevante se lleva a cabo en el año 2006. En primer lugar, con el objetivo «de mejorar la eficacia y la actuación coordinada de las Fuerzas y Cuerpos de Seguridad del Estado», se suprimen las Direcciones Generales de la Policía y de la Guardia Civil (con rango de Subsecretaría), unificando ambas en una nueva Dirección General de la Policía y de la Guardia Civil (con idéntico rango de Subsecretaría). En segundo lugar, en línea con ese «reforzamiento organizativo de los órganos departamentales con cometidos en materia de seguridad pública», se modificó la dependencia orgánica de la Dirección General de Instituciones Penitenciarias, que salió del ámbito de la Subsecretaría para integrarse en el de la SES. Además, la Dirección General de Infraestructuras y Material de Seguridad pasa a depender de la Subsecretaría.
En tercer lugar, el incremento del protagonismo de los asuntos de interior en el ámbito de la Unión Europea y en el de otros foros internacionales hizo que se crease la Dirección General de Relaciones Internacionales y Extranjería con el objeto de «organizar y preparar las, cada vez más intensas actividades de carácter internacional». En cuarto lugar, en lo relativo a los órganos con rango de subdirección general se suprimen dos Gabinetes, el de Análisis y Prospectivas y el de Actuación Concertada -cuyas funciones pasan a ser asumidas por otros órganos del Departamento-, para dar entrada a dos nuevos cuyos ámbitos funcionales pretendían potenciarse. Así, por un lado, se crea, el Centro de Inteligencia contra el Crimen Organizado (CICO) y, por otro, el Gabinete de Estudios de Seguridad Interior (GESI).

Emblema del CITCO.

En 2008 la Dirección General de Instituciones Penitenciarias aumenta su rango al de Secretaría General para hacer frente a «la masificación en las cárceles y potenciar las medidas alternativas a la prisión» y la Dirección General de Infraestructuras y Material de la Seguridad vuelve a la SES. Posteriormente, en 2012, se suprime la Dirección General de Infraestructuras y Material de la Seguridad cuyas funciones pasan al Gabinete del Ministro, se vuelven a separar las Direcciones generales de la Policía y de la Guardia Civil y se adscribe a la SES el Centro Nacional de Coordinación Antiterrorista (CNCA).
Otro cambio relevante ocurren en 2014, cuando el Centro de Inteligencia contra el Crimen Organizado (CICO) y el Centro Nacional de Coordinación Antiterrorista (CNCA) se refunden creando el Centro de Inteligencia contra el Terrorismo y el Crimen Organizado y, también, la asunción por parte de la SES de las funciones relativas a la gestión de las atribuciones del Departamento en relación con la protección y garantía del ejercicio de los derechos fundamentales de reunión y de manifestación, así como la dirección y coordinación de las relaciones del Departamento con el Comité Europeo para la Prevención de la Tortura y de las Penas y Tratos Inhumanos o Degradantes.
En 2020, la Secretaría General de Instituciones Penitenciarias dejó de depender de la Secretaría de Estado y pasó a la directa gestión del Ministro.

## Titulares
La actual titular de la Secretaría de Estado es la política Ana María Calvo Sastre, conocida como Aina Calvo, desde el 4 de junio de 2025.

## Estructura
Dependen de la Secretaría de Estado los siguientes órganos directivos:
1. La Dirección General de la Policía, cuyo titular tiene rango de subsecretario.
2. La Dirección General de la Guardia Civil, cuyo titular tiene rango de subsecretario.
3. La Dirección General de Relaciones Internacionales y Extranjería.
4. La Dirección General de Coordinación y Estudios.
  1. El Centro Nacional de Desaparecidos.
  2. El Centro Nacional de Protección de Infraestructuras Críticas.
  3. La Oficina Nacional de Lucha Contra los Delitos de Odio.
5. La Subdirección General de Planificación y Gestión de Infraestructuras y Medios para la Seguridad, que se encarga de la planificación, gestión y mejora de las infraestructuras de seguridad y del mantenimiento del patrimonio inmobiliario de la seguridad.
6. La Subdirección General de Sistemas de Información y Comunicaciones para la Seguridad, encargada de la gestión y mejora de los sistemas de información y comunicaciones, así como las bases de datos del Departamento del Interior.
7. El Gabinete, encargado de la asistencia inmediata al secretario de Estado, de actuar como Relatoría Nacional contra la Trata de Seres Humanos y de la coordinación de las dos subdirecciones generales mencionadas.

Dependen del Secretario de Estado los siguientes órganos de coordinación:
1. El Centro de Inteligencia contra el Terrorismo y el Crimen Organizado, con nivel orgánico de subdirección general, impulsa y coordina la integración y valoración de la información y análisis operativos dispongan las Fuerzas y Cuerpos de Seguridad del Estado en materia de terrorismo, crimen organizado y radicalismo violento, para la elaboración de inteligencia criminal estratégica, el establecimiento de criterios de actuación y coordinación operativa entre organismos concurrentes, y el diseño de estrategias globales de lucha contra estos fenómenos.[16]

### Adscripciones
- El Comité Ejecutivo de Coordinación, como órgano estratégico de coordinación ejecutiva de dicha Secretaria de Estado.
- La Gerencia de Infraestructuras y Equipamiento de la Seguridad del Estado (GIESE).
- El Centro Universitario de la Guardia Civil (CUGC).
- El Centro Universitario de Formación de la Policía Nacional (CUFPN).

## Presupuesto
La Secretaría de Estado de Seguridad tiene un presupuesto asignado de 8 021 768 550 € para el año 2023, aumentando en casi 283 millones con respecto a los 7.738 millones del año anterior.
De acuerdo con los Presupuestos Generales para 2023, la SES participa en cuatro programas:
| Nº Programa                                               | Programa                                                                                              | Dotación        | Ref.   |
| --------------------------------------------------------- | --- | --------------- | ------ |
| 131N                                                      | Formación de Fuerzas y Cuerpos de Seguridad del Estado a través de la Dirección General de la Policía | 81 336 750 €    | [ 17 ] |
| 131N                                                      | a través de la Dirección General de la Guardia Civil                                                  | 93 571 920 €    | [ 17 ] |
| 131N                                                      | a través del Centro Universitario de Formación de la Policía Nacional (DGP)                           | 4 000 000 €     | [ 17 ] |
| 131O                                                      | Fuerzas y Cuerpos en reserva a través de la Dirección General de la Policía                           | 93 424 680 €    | [ 18 ] |
| 131O                                                      | a través de la Dirección General de la Guardia Civil                                                  | 211 295 470 €   | [ 18 ] |
| 132A                                                      | Seguridad ciudadana                                                                                   | 368 383 040 €   | [ 19 ] |
| 132A                                                      | a través de la Dirección General de la Policía                                                        | 3 709 069 780 € | [ 19 ] |
| 132A                                                      | a través de la Dirección General de la Guardia Civil                                                  | 3 336 852 280 € | [ 19 ] |
| 132A                                                      | a través de la Gerencia de Infraestructuras y Equipamiento de la Seguridad del Estado                 | 15 365 740 €    | [ 19 ] |
| 132C                                                      | Actuaciones policiales en materia de droga                                                            | 5 852 520 €     | [ 20 ] |
| 132C                                                      | a través de la Dirección General de la Policía                                                        | 72 301 900 €    | [ 20 ] |
| 132C                                                      | a través de la Dirección General de la Guardia Civil                                                  | 30 314 470 €    | [ 20 ] |
| Total presupuesto de la Secretaría de Estado de Seguridad | Total presupuesto de la Secretaría de Estado de Seguridad                                             | 8 021 768 550 € |        |